# Gottfried Semper
Gottfried Semper (Amburgo, 30 novembre 1803 – Roma, 15 maggio 1879) è stato un architetto tedesco. Si orientò ai modelli storici dell'architettura del passato, soprattutto scegliendo le forme dell'architettura classica, disdegnando invece le soluzioni dell'architettura neogotica che pure andavano affermandosi in quell'epoca. Partecipò alla Rivolta di maggio a Dresda nel 1849, sicché fu in seguito costretto a lasciare la città per poi riparare dapprima in Svizzera e poi a Vienna.
Tra i suoi più famosi lavori, si ricordano l'Opera di Dresda, il Politecnico federale di Zurigo e gli interventi di risistemazione della Ringstraße a Vienna compreso un nuovo piano per il Burgtheater della capitale austriaca. Si segnala, inoltre, il saggio Lo stile nelle arti tecniche e architettoniche (redatto tra il 1860 e il 1863), cui si riferirono diversi architetti del Novecento. È sepolto nel cimitero acattolico di Roma.

## Commento all'opera di Semper
Non è possibile comprendere il ruolo di Semper nella teoria dell'architettura del XIX secolo se non mettendolo in rapporto con le fondamentali vicende del pensiero scientifico e politico di allora. Sono gli anni in cui compare il Cours de philosophie positive di Comte (1842), ma anche una fra le prime storie etnologiche/antropologiche dell'uomo, in cui il biologo francese Georges Cuvier supera le classificazioni di Linneo, basate sulla forma, con un nuovo sistema, basato sullo studio delle funzioni degli organismi viventi e delle loro conseguenze sulle forme di questi stessi organismi – tutte tematiche che impressionano profondamente il giovane Semper. Sono anni, inoltre, in cui la linea di confine tra filosofia, scienza e politica è alquanto imprecisa.
Nel 1841 compaiono gli scritti di Feuerbach, dove un nuovo ideale culturale fondato sulla libertà e sulla scoperta dell'al di qua vuole sostituirsi alla religione tradizionale. Una borghesia che si sta a poco a poco affacciando sulla scena politica. Così i circoli dei giovani hegeliani sono sinonimo di circoli rivoluzionari, in cui temi di contenuto scientifico sono immediatamente veicolo di fondamentali tematiche politiche. In tale ottica lo studio dell'antichità greca da parte di Semper si rapporta da una parte all'allora recente tradizione tedesca di studi sull'antichità classica, dall'altra alla costruzione filosofica hegeliana, che nel principio della vita dei greci vede incorporato l'ideale di un'armonia tra etica ed estetica, un ideale classico basato sull'idea dell'uomo greco cittadino politico libero, in antitesi alla realtà politica degli stati tedeschi di allora, dominati, tra gli anni del Congresso di Vienna e la rivoluzione borghese del '48, dalla pesante atmosfera conservatrice della "restaurazione". Fin dal suo primo scritto sulla policromia presso gli antichi del 1834, Semper si pone in questa tradizione, e non lascia dubbi sulla sua posizione politica liberale.
L'originalità e il fascino del Semper teorico consiste nell'aver applicato per la prima volta allo studio dell'architettura sollecitazioni provenienti dai più vari campi della scienza e della politica - la linguistica, la biologia di Cuvier, ma anche la fede nel progresso della borghesia liberale – nel tentativo di stabilire una sorta di scienza naturale, ricostruita tuttavia attraverso lo studio della storia, delle "leggi" oggettive e immutabili alla base della forma architettonica. I 4 elementi dell'architettura sono il suo primo fondamentale passo in questo tentativo, che lo impegnerà per tutta la vita nella stesura della sua opera principale, Lo stile. Un'antropologia dell'architettura dalle origini fino ai suoi tempi, basata sull'analisi delle leggi alla base delle "esigenze sociali" dell'uomo.

## La teoria di Semper
Quando nel 1851 Semper scrive I 4 elementi è un uomo rovinato. In esilio a Londra, a causa della sua partecipazione nei moti di Dresda del 1849 – le barricate realizzate sotto le sue direttive sono così ben costruite da meravigliare gli ufficiali dell'esercito prussiano, intervenuto su richiesta del governo della Sassonia. Tenta di rifarsi una vita professionale, prima a Parigi, poi decide di tentare a Londra. Qui entra in contatto con Henry Cole e con Paxton. Si guadagna da vivere con lavori di poco conto, come l'allestimento di tre padiglioni nell'esposizione internazionale del '51. In questa situazione estremamente precaria deve cercare di ottenere una notorietà. Così nel 1851 stende I 4 elementi, unendo alle sue teorie sulla policromia risalenti ai viaggi di studio in Grecia e in Sicilia degli anni 1830-33 le sue, molto più recenti e più originali, idee teoriche sugli elementi fondamentali dell'architettura.
Per la prima volta ne I 4 elementi compare il tema teorico che lo impegnerà per tutta la vita: dedurre dallo studio della storia sociale e della storia dell'architettura gli elementi originari necessari a ogni architettura e che attraverso il proprio sviluppo sono alla base delle architetture di tutti i tempi. Procedendo in modo analogo agli studi del biologo Cuvier, che aveva conosciuto a Parigi, il suo approccio non parte dall'analisi delle forme – non ha nulla a che fare con Durand – ma dall'analisi delle funzioni che rendono necessarie certe forme e non altre. Si tratta in biologia di funzioni naturali comuni a tutti i corpi – digestione, circolazione, ecc. -, in architettura si tratterà di identificare le funzioni sociali fondamentali comuni alla vita di tutti i popoli: la produzione calore e cibi caldi – e quindi l'elemento del focolare – di difesa dall'esterno – e quindi l'elemento della recinzione – dalle intemperie – e quindi il tetto. Da questi elementi si sviluppano con necessità scientifica tutti gli altri: l'arte di creare pareti divisorie, ad esempio si sviluppa a partire dall'elemento della recinzione.
Se in un primo studio lo steccato sarà stato realizzato con rami di piante intrecciati, questa primitiva attività dell'intrecciare si sarà poi sviluppata nell'arte tessile e infatti, secondo la teoria di Semper, in originale le pareti divisorie sono fatte di tappeti e teli appesi, fatto che gli dà modo di spiegare anche l'ornamentazione delle pareti nell'architettura dei suoi tempi. (La sua teoria della Bekleidung è parte fondamentale del suo pensiero: si tratta del principio del rivestimento in architettura, che Semper riprenderà e tratterà diffusamente nei due volumi pubblicati de Lo Stile. Volutamente Semper è ambiguo nel trattare la teoria del rivestimento: il termine tedesco, che significa sia copertura del corpo umano attraverso vestiti che ornamento di pareti ed edifici tramite rivestimenti, glielo permette e gli indica, tramite un'origine comune tra vestire e ornare, tra arte tessile e ornamento delle pareti, in ultima analisi tra arte tessile e nascita della parete come elemento architettonico.) Niente di meno che una teoria evoluzionista dell'architettura a partire dalla sua funzione e ricercata dalle origini dell'uomo, dunque, prima che fosse comparsa l'opera di Darwin (1859).
Semper in Italia è poco conosciuto e largamente malinteso, a differenza di studiosi inglesi e francesi, come William Morris o Viollet le Duc, che si sono occupati di tematiche vicine alle sue – per quanto riguarda Morris, è molto probabile un'influenza diretta di Semper, che in Inghilterra ha modo di illustrare i suoi studi in alcune conferenze. Ma l'opera di Semper non interessa solamente per gli spunti forniti nel campo della teoria artistica: ricordiamo anche la sua attività di architetto, per la quale egli è stato una delle figure più significative della metà del XIX secolo. Stretta è la connessione tra la sua elaborazione teorica e l'opera artistica. Semper ha fatto scuola in Germania, soprattutto ispirandosi al linguaggio formale del Rinascimento italiano, e nei suoi scritti teorici tale recupero, caratteristico della storia dell'architettura tedesca attorno alla metà del XIX secolo, riceve anche un fondamento teorico. L'unità fra teoria e creazione artistica impone una ricognizione dei concetti teorici di Semper. La partecipazione di Semper è dunque direttamente connessa alle tendenze teoriche, architettoniche e politiche della metà del XIX secolo. È impossibile scindere il pensiero da tale sfondo storico, tanto più che egli stesso partecipò attivamente. Non ha prodotto infatti una teoria fine a se stessa: le sue indagini dovevano applicarsi direttamente alla soluzione dei problemi dell'epoca. Tutto ciò trova la propria espressione nel sottotitolo dell'opera principale, Estetica pratica.
Il 1962 fu l'anno della prima edizione del testo e negli anni '70 iniziarono studi più approfonditi della sua attività. Lavori di Wolfgang Hermann sull'operato di Semper in esilio e sulla genesi de Lo stile, una breve panoramica sull'opera architettonica di Gottfried Semper. In esso si è indagato il carattere del rapporto tra concezione teorica di Semper e attività di architetto.

## La produzione architettonica
La sua azione pratica ha contribuito a segnare la via all'architettura borghese attorno alla metà del XIX secolo. Questo vale in Germania, ma anche in Austria e in Svizzera. Negli anni sessanta era noto, sul piano internazionale, come uno dei più eminenti architetti del tempo. In lui l'attività di architetto fu accompagnata, durante tutto l'arco della sua vita, da riflessioni teoriche, convinzione che la forma artistica può essere raggiunta come esito di un processo razionale. L'idea determinò l'intento fondamentale della sua principale opera teorica, Lo stile, dove l'attività teorico-artistica è concepita come condizione necessaria per fare architettura. L'intento di promuovere l'architettura del suo tempo avvalendosi della conoscenza scientificamente fondata delle leggi architettoniche dell'antichità. La critica al classicismo fu sviluppata. Si trattava di superare la limitatezza in favore di un rapporto più pratico con i principi dell'architettura classica. Tali considerazioni lo condussero dal classicismo all'attenzione per il Rinascimento. Anche le sue esperienze di architetto, le esigenze espresse dalle nuove commissioni hanno avuto ripercussioni sulle sue riflessioni teoriche. Il crescente interesse della Roma imperiale si accosta in Semper a un approccio alla monumentalità e alla rappresentazione, negli anni dopo il 1860. Ma anche in questo caso i cambiamenti nel linguaggio architettonico trovano eco nell'opera teorica. Si potrà constatare, come la concezione teorica e il risultato architettonico pratico si collocano in uno stretto rapporto vicendevole. Lo stacco è però evidente tra concezioni giovanili, che presentano un carattere più programmatico, e attività successiva.
Lavori d'architetto prevalentemente alla sua attività di Dresda: dopo che nel 1834 vi fu convocato come professore di architettura, appena trentunenne. All'Accademia si dedicò, in primo luogo, alla riforma dell'istruzione, auspicando una formazione di orientamento più pratico, la pratica in atelier e botteghe artigianali. Il suo primo incarico del 1835 fu apparentemente di poca importanza: il monumento al sovrano di Sassonia, Federico Augusto I. Approfittò di questa occasione per abbozzare un grandioso progetto urbanistico, che prevedeva la creazione, in Dresda, di una piazza sul lato settentrionale aperto del Serraglio, estesa fino alle sponde dell'Elba. L'architetto inserì nel progetto un ampio complesso edilizio ove la collocazione del monumento aveva importanza del tutto secondaria. Semper pensava a un complesso simile a un mercato, che corrispondesse a grandi linee al concetto del forum presso gli antichi, sovrastato da templi ed edifici pubblici, decorato con monumenti, fontane e statue, non come cornice architettonica a feste di corte, ma come centro della vita culturale borghese, con teatro, museo e monumenti. Il semicerchio dell'auditorio del teatro emergeva con forza della piazza. Negli anni successivi Semper non venne mai meno all'idea fondamentale di questa prima proposta. Di tutto il vasto insieme l'architetto riuscì a realizzare solamente il Teatro di corte (1838-1841).
Una situazione nuova si venne a creare quando, nel 1846, decisero di costruire l'edificio del Museo sul lato ancora aperto del Serraglio, chiudendone così il cortile. Questo fatto segnava il fallimento del progetto per una grande forum elaborato da Semper, ma infine si dovette piegare alla decisione e incominciare la progettazione del museo. Dopo la fuga da Dresda, nel 1849 si occupò delle proposte per la ricostruzione della città vecchia di Amburgo, distrutta da un grande incendio. In due soluzioni suggerì di collocare al centro della città vecchia un piazzale con funzione di forum cittadino. In un disegno rappresentava la piazza del Municipio sul modello di piazza San Marco a Venezia, tramite pittoresco fra la città e l'acqua. Semper non tenne qui conto delle circostanze reali, quali ad esempio la cattiva qualità del terreno. Per questo motivo approvò il progetto di Chateauneuf. Nel 1858 Semper partecipò alla ristrutturazione del quartiere di Kratz a Zurigo, che prevedeva un piazzale con il Municipio come edificio centrale con, anche in questo caso, un orientamento dell'intero complesso lungo il lago di Zurigo. Anche questi progetti non furono realizzati.
Nel 1869 a Semper fu offerta la grande opportunità di costruire il complesso di un forum. Dopo una perizia sul concorso per la nuova collocazione degli edifici adibiti a museo nell'Hofburg di Vienna, fu pregato di presentare le sue proposte. Assieme a Hasenauer studiò diversi piani che prevedevano un piazzale, con il complesso edilizio che partiva dall'Hofburg. Ai saloni del castello si annettevano due ali arcuate concave che arrivavano fino al ring, le cui ali laterali dovevano essere collegate ai due grandi edifici del Museo per mezzo di ponti ispirati agli antichi archi di trionfo. Dietro l'ala nord occidentale del nuovo Hofburg era prevista inoltre la costruzione di un nuovo teatro, al quale, nel progetto definitivo, si rinunciò, non ritenendolo parte integrante del complesso generale e che, nel 1871, fu posizionato sul ring. La realizzazione del progetto del forum iniziò nel 1871 con la costruzione dei due Musei di corte. In quello stesso periodo Semper prese posizione, in campo teorico, su temi in diretto rapporto con questi progetti; ad esempio, prese le distanze dai suoi ideali borghesi democratici degli anni precedenti.
Nel progetto per il forum imperiale di Vienna si possono notare modifiche di analogo significato rispetto ai progetti dell'epoca di Dresda. Le somiglianze formali tra i due progetti non ne eliminano la differenza sostanziale. Il forum di Vienna era strutturato sulla base dell'Hofburg come centro della monarchia, e gli edifici che a Dresda conferivano l'impronta caratteristica all'intero complesso, come il teatro e il museo, erano relegati qui in secondo piano, oppure utilizzati come elementi introduttivi. Nella configurazione architettonica viennese emergono inoltre più forti reminiscenze dello stile della Roma imperiale. Anche la struttura della piazza rimanda a modelli romani. Diverse espressioni che motivano teoricamente tali nuove posizioni: l'autore constata, "lo stile architettonico della Roma imperiale ne esprime nella pietra l'ideale di predominio universale", prefigurando dunque già l'architettura del suo tempo, la definisce come forma in germe di un'"architettura cosmopolita del futuro", in cui troverà la sua espressione simbolica una riunificazione cosmopolita di individuo e comunità. Così il forum di Vienna non si caratterizza solamente per le sue assonanze con le tradizioni romane, ma per una concezione diversa da quella dei progetti di forum "repubblicani", tipica del periodo di Dresda. In tutti i progetti di forum elaborati da Semper le opere architettoniche di particolare importanza sociale sono collocate in una posizione preminente.
Nelle sue riflessioni includeva soprattutto teatri, musei, municipi, cioè edifici strettamente collegati a un ideale di istruzione borghese e di autonomia borghese. Ancora nei progetti per Vienna gli edifici destinati a museo erano una componente essenziale della concezione di forum. Ma il collegamento con l'Hofburg conferì un diverso accento all'impostazione del problema. La configurazione esterna degli edifici è qui più monumentale, ed essi tendono maggiormente ad essere rappresentativi. L'importanza dei progetti di forum è legata ai principi fondamentali della sua concezione architettonica. Tutte le sue costruzioni infatti erano concepite solo raramente come singoli edifici individualizzati; di regola le ideava a partire da un preciso piano urbanistico o anche dalla situazione paesaggistica, da particolari scorci cittadini o in funzione di un determinato complesso edilizio. Dava poi particolare rilievo a determinate opere architettoniche, in relazione al loro significato sociale.
Nel XIX secolo la costruzione di un teatro era legata a profonde esigenze sociali, la borghesia emancipata infatti non lo considerava più luogo di pura convenzione sociale, ma istituzione determinante per la cultura borghese, soprattutto la struttura interna. Schinkel, già prima di Semper, aveva dato voce all'esigenza di una riforma del teatro. In queste proposte, al sistema vigente, in cui l'auditorio era costituito da ordini di palchi secondo la gerarchia sociale, veniva contrapposto il principio democratico del semicerchio del teatro antico, con una disposizione crescente uniforme. Al semicerchio dell'auditorio corrispondeva il semicerchio del ballatoio esterno, a due piani nella parte esterna. La sua forma s'ispirava all'antico motivo romano delle aperture ad arco con ordini di colonne anteposte, rielaborato nello spirito del Rinascimento italiano.